# HC Erlangen

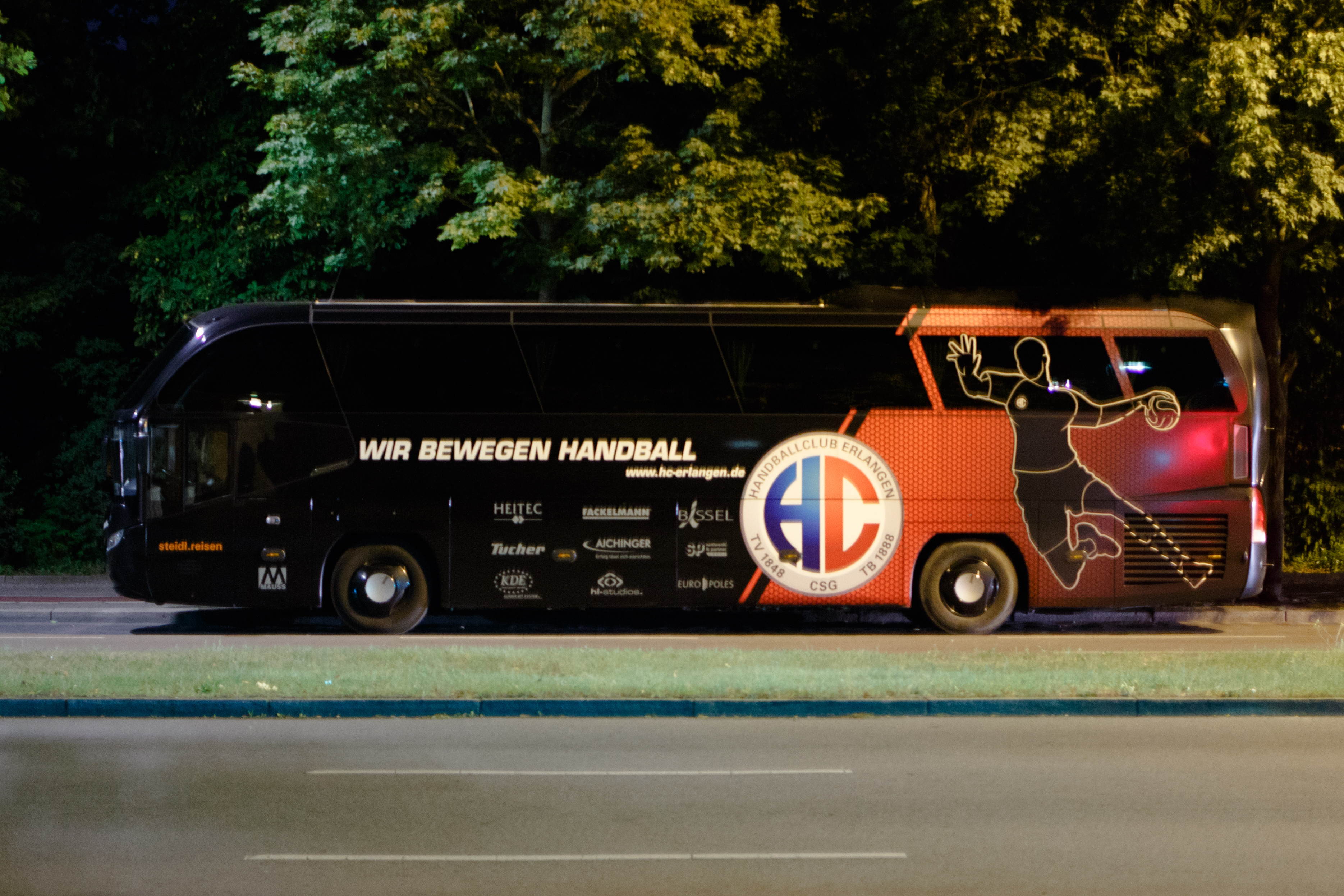
Spelarbussen med klubbens logotyp, 2014.

Handballclub Erlangen (HC Erlangen) är en tysk handbollsklubb från Erlangen i Bayern, bildad 2001 genom en sammanslagning av CSG Erlangen och HG Erlangen.

## Spelare i urval
- Marcus Enström (2017)
- Vjatjeslav Gorpisjin (1995–2000, HG Erlangen)
- Steffen Weinhold (2003–2007)
- Simon Jeppsson (2020–)
- Hampus Olsson (2020–)

## Tränare i urval
- Robert "Knirr" Andersson (2015–2017)